# Manura jugigi
Pour plus de détails, voir Fiche technique et Distribution.
Manura jugigi (마누라 죽이기) est un film sud-coréen réalisé par Kang Woo-seok, sorti en 1994.

## Synopsis
Park Bong-soo, patron d'une société de production de films se marie avec Jang So-young, une de ses employés. Ils commencent alors à se disputer régulièrement et Kim Hye-ri entame une liaison avec une actrice, Kim Hye-ri. Pressé par celle-ci de se séparer de sa femme, Park Bong-soo préfère engager un tueur à gages plutôt que divorcer.

## Fiche technique
- Titre : Manura jugigi
- Titre original : 마누라 죽이기
- Titre anglais : How to Top My Wife
- Réalisation : Kang Woo-seok
- Scénario : Kim Sang-jin et Oh Shi-wook
- Musique : Choi Kyung-shik
- Photographie : Jeong Kwang-seok
- Montage : Kim Hyeon
- Production : Kang Woo-seok
- Société de production : CJ Entertainment et Morning Calm Entertainment
- Pays :  Corée du Sud
- Genre : Comédie noire
- Durée : 101 minutes
- Dates de sortie : 
  -  Corée du Sud : 1994

## Distribution
- Park Joong-hoon : Park Bong-soo
- Choi Jin-sil : Chang So-young
- Uhm Jung-hwa : Kim Hye-ri
- Choi Jong-won : le tueur
- Cho Hyoung-gi : le directeur
- Kang Seong-jin

## Distinctions
Le film a été nommé pour deux Grand Bell Awards et a reçu celui de la meilleure actrice pour Choi Jin-sil.